# Danascelis elongata
Danascelis elongata là một loài bọ cánh cứng trong họ Endomychidae. Loài này được Tomaszewska miêu tả khoa học năm 1999.